# Rhabdophis spilogaster
Espèce
Synonymes
- Tropidonotus spilogaster Boie, 1827
- Tropidonotus crebripunctatus Wiegmann, 1835

Statut de conservation UICN

 LC  : Préoccupation mineure
Rhabdophis spilogaster est une espèce de serpents de la famille des Natricidae.

## Répartition
Cette espèce est endémique des Philippines. Elle se rencontre sur les îles de Catanduanes, de Polillo, de Calayan et dans la province de Bataan sur l'ile de Luçon.

## Publication originale
- Boie, 1827 : Bemerkungen über Merrem's Versuch eines Systems der Amphibien, 1. Lieferung: Ophidier. Isis von Oken, Jena, vol. 20, p. 508-566 (texte intégral)